# Il'ja Musin
Il'ja Aleksandrovič Musin (in russo Илья́ Алекса́ндрович Му́син?; 6 gennaio 1904 – 6 giugno 1999) è stato un direttore d'orchestra russo e un importante insegnante e teorico della direzione d'orchestra.

## Biografia
Musin studiò direzione d'orchestra con Nikolaj Mal'ko e Aleksandr Vasil'evič Gаuk. Nel 1934 divenne assistente di Fritz Stiedry nell'Orchestra filarmonica di San Pietroburgo. Il governo sovietico in seguito lo mandò a dirigere l'Orchestra statale bielorussa, ma poi ridusse la sua carriera di direttore perché non aveva mai aderito al Partito Comunista Sovietico.
Quindi si dedicò all'insegnamento, creando una scuola di direzione d'orchestra che è ancora denominata "scuola di direzione di Leningrado". Trascorse il periodo 1941-1945 a Taškent, in Uzbekistan, dove la maggior parte degli intellettuali russi vennero tenuti al sicuro durante la seconda guerra mondiale. Lì continuò a dirigere e ad insegnare. Il 22 giugno 1942, anniversario dell'invasione nazista, diresse la seconda esecuzione della sinfonia di Leningrado di Dmitrij Dmitrievič Šostakovič.
Nel 1932, fu invitato a insegnare direzione d'orchestra al Conservatorio di San Pietroburgo, allora noto come Conservatorio di Leningrado. Sviluppò un sistema teorico completo per consentire allo studente di comunicare con l'orchestra con le mani, richiedendo istruzioni verbali minime. Nessuno aveva formulato in precedenza un sistema di gesti così dettagliato e chiaro. Apparentemente, le sue prime esperienze da studente lo avevano spinto a studiare le complessità della tecnica manuale. Quando Musin tentò di entrare nel corso di direzione di Mal'ko al Conservatorio di Leningrado nel 1926, gli era stato negato l'ingresso a causa della scarsa tecnica manuale. Supplicò Mal'ko di essere accettato provvisoriamente e alla fine divenne un'autorità nella tecnica manuale, descrivendo il suo sistema nel suo libro Technika dirižirovanja.
Musin descrisse il principio fondamentale del suo metodo con queste parole: "Un direttore d'orchestra deve rendere la musica visibile ai suoi musicisti con le sue mani. Ci sono due componenti nella direzione, espressività e precisione. Queste due componenti sono in opposizione dialettica l'una all'altra; anzi, si annullano a vicenda. Un direttore d'orchestra deve trovare il modo per riunire le due cose." 
In una carriera di insegnante durata più di sessant'anni, i suoi studenti più famosi includono: Rudolf Baršaj, Semën Byčkov, Tugan Sochiev, Sabrie Bekirova, Oleg Caetani, Vasilj Sinaiskij, Konstantin Simeonov, Odysseas Dimitriadis, Vladislav Černušenko, Victor Fedotov, Leonid Šulman, Arnold Katz, Andrej Čistjakov, Sian Edwards, Martyn Brabbins, Kim Ji Hoon, Peter Jermihov, Alexander Walker, Jurij Temirkanov, Valerij Gergiev, Teodor Currentzis, Ennio Nicotra, Ricardo Chiavetta, Leonid Korčmar e Oleg Proskurnja (per il quale era assistente di Musin l'International Conducting Workshop e ha fondato l'Advanced Conducting Academy per continuare il lavoro di Il'já Musin).1
Nel 1993-1995 insegnò alla scuola estiva dell'Accademia Musicale Chigiana di Siena. Nel 1994 tenne delle masterclass alla Royal Academy of Music di Londra.

## Opere
- (RU) Il'ja Musin, Technika dirižirovanja (Техника дирижирования), Mosca: Casa editrice Muzyka, 1967.
- Traduzione inglese di Oleg Proskurnja, The Techniques of Orchestral Conducting di Ilia Musin, Lewiston, NY: The Edwin Mellen Press, 2014.ISBN 978-0-7734-0051-1